# Aurora (okręg Mehedinți)
Aurora – wieś w Rumunii, w okręgu Mehedinți, w gminie Cujmir. W 2011 roku liczyła 656 mieszkańców.